# آخو
آخو (به آلمانی: Achau) یک منطقهٔ مسکونی در اتریش است که در ناحیه مودلینگ واقع شده‌است. آخو ۳٬۳۴۰ نفر جمعیت دارد.